# 井伊直禔
井伊 直禔（いい なおよし）は、近江彦根藩の第11代藩主。第9代藩主井伊直惟の次男。母は内藤氏。直幸の兄。正室は酒井忠恭の娘。

## 生涯
享保12年（1727年）9月8日、江戸藩邸にて生まれた。附役は青木平左衛門と犬塚十左衛門が勤め、赤坂御門之内の彦根藩中屋敷に居住した。
叔父で先代藩主の井伊直定は病気療養のため隠居を希望していた。直定には実子の直賢がいたが幼少であったため、直禔が直定の養嗣子として迎えられた。宝暦4年（1754年）6月19日、直定の隠居により、家督を相続した。家中の混乱を憂慮して、当時としては異例ながら家臣の意見を丁寧に聞くことを重視し「法令を守り、倹約を旨として、武芸家芸に邁進すること」「皆の意見を聞くことを厭わないので、何かあれば余か側役に相談するように」「政が間違っていれば意見してほしい。そこから議論していきたい」などと家中に示した書面に残されている。
しかし、こうした矢先に急病に倒れて、直禔は養子として上野館林藩藩主で越智松平家3代目の松平武元を迎えたいと幕府に申し出たが、井伊家の血筋を重視した幕府に却下され、隠居した先代の直定が再勤するよう命じられた。同年8月29日、病気のために急逝した。享年28。
直定が再び藩主となったが、宝暦5年（1755年）、直禔の弟の直幸に家督を譲って隠居した。

## 経歴
※日付＝旧暦
- 1727年（享保12年）9月8日、生まれる。
- 1754年（宝暦4年）
  - 6月19日、家督相続し、藩主となる。
  - 8月29日、卒去（享年28）。

## 系譜
- 父：井伊直惟（1700-1736）
- 母：内藤氏
- 養父：井伊直定（1700-1760）
- 正室：酒井忠恭の娘